# Helmut Meewes
Helmut Meewes (né le 15 novembre 1929 à Hambourg) est un réalisateur, directeur de la photographie et scénariste allemand.

## Biographie
Enrôlé pendant la Seconde Guerre mondiale, il quitte Berlin pour la Silésie polonaise puis Prague. Alors qu'il est prisonnier de guerre, il est ouvrier agricole puis travaille trois ans dans une mine d'Ostrava.
De retour en Allemagne, il étudie le graphisme et le design. Il commence à s'occuper de la publicité et réussit à diriger l'agence de publicité.
Helmut Meewes travaille dans le secteur du cinéma et de la télévision à partir du début des années 1960. En 1962, il coréalise un court documentaire sur Berlin, mais passe ensuite à travailler derrière la caméra. Pendant ce temps, Meewes ne crée que le générique d'ouverture du film d'espionnage autrichien Du suif dans l'Orient-Express et réalise un des épisodes du film produit par Franz Seitz, Der Paukenspieler (de). Au début des années 1970, Meewes se voit offrir des réalisations régulièrement. Son documentaire de 14 minutes sur un mémorial sur le site du camp de concentration de Dachau en 1970 remporte le prix de journalisme 1973 au Festival du film de Cracovie. En 1971, Meewes met en scène Peter Ustinov dans un téléfilm.
De 1976 à 1982, Helmut Meewes tourne 24 épisodes de la série télévisée policière Direktion City pour le Sender Freies Berlin et en 1989 douze épisodes de la série de l'ARD Drei unter einer Decke. Il se retire ensuite du cinéma et de la télévision et se consacre à la peinture.

## Filmographie
En tant que réalisateur
- 1962 : Berlin – Impressionen aus einer Weltstadt (court métrage documentaire)
- 1971 : Der Paukenspieler (de)
- 1971 : Ustinovs Ferngespräche (TV)
- 1974 : Konny und seine drei Freunde (TV)
- 1976 : Auch Mimosen wollen blühen
- 1976-1982 : Direktion City (de) (série télévisée, 24 épisodes)
- 1978 : Rosi (TV)
- 1981 : Die blonde Caroline (TV)
- 1983 : Brückenschläge (TV)
- 1984 : Spanische Impressionen (TV)
- 1984 : Harlekinade (TV)
- 1989 : Drei unter einer Decke (série télévisée, 12 épisodes)
- 1995-1996 : Schätze der Welt - Erbe der Menschheit (série télévisée documentaire, 2 épisodes)

En tant que directeur de la photographie
- 1966 : Razzia au F.B.I.
- 1967 : Sibérie, terre de violence
- 1971 : Das Mahnmal von Nandor Glid in Dachau (court métrage documentaire)
- 1971 : Der Paukenspieler
- 1971 : Les Aventures intimes des hommes mariés (de)
- 1972 : Le Château
- 1975 : Die Brücke von Zupanja (de)
- 1980 : Akropolis-Akropolis (court métrage)
- 1984 : Spanische Impressionen (TV)
- 1984 : Harlekinade (TV)
- 1995-1996 : Schätze der Welt - Erbe der Menschheit (série télévisée documentaire, 2 épisodes)

En tant que scénariste
- 1971 : Der Paukenspieler
- 1974 : Konny und seine drei Freunde (TV)
- 1976 : Auch Mimosen wollen blühen
- 1983 : Brückenschläge (TV)
- 1984 : Harlekinade (TV)
- 1995-1996 : Schätze der Welt - Erbe der Menschheit (série télévisée documentaire, 2 épisodes)

## Source de traduction
- (de) Cet article est partiellement ou en totalité issu de l’article de Wikipédia en allemand intitulé « Helmut Meewes » (voir la liste des auteurs).